# Jürgen Weineck
Jürgen Weineck (* 1941 in München; † 23. Februar 2020) war ein deutscher Sportwissenschaftler, Hochschullehrer und Buchautor.

## Leben
Weineck, der 1961 am Abitur am Alten Realgymnasium die Abiturprüfungen ablegte, absolvierte zwischen 1961 und 1966 ein Studium der Sportphilologie (Sport/Romanistik) in München, Lyon und Straßburg, welches er mit dem ersten Staatsexamen für das höhere Lehramt abschloss. Seine Referendarszeit verbrachte er am Willstätter-Gymnasium in Nürnberg sowie am Theodor-Heuss-Gymnasium in Nördlingen und war in Folge des zweiten Staatsexamens in den Jahren 1968 und 1969 in Nördlingen als Gymnasiallehrer im Schuldienst tätig.
1969 wurde er an das Institut für Leibesübungen der Universität Erlangen-Nürnberg berufen und war dort fortan als Dozent beschäftigt. Neben dieser Tätigkeit nahm er ein Zweitstudium im Fach Medizin auf, das Weineck 1978 mit Approbation und Promotion abschloss. Zwischen 1981 und 1993 war er an der Universität Erlangen-Nürnberg als Ausbildungsleiter des Studienganges Sport für die Grund-, Haupt- und Realschulen tätig. Im Wintersemester 1991/92 nahm Weineck an der Universität Salzburg eine Gastprofessur für Bewegungs- und Trainingslehre wahr. 1993 wurde er in der Sportwissenschaft habilitiert und 1999 an der Universität Erlangen-Nürnberg zum Professor ernannt. Er schrieb Bücher zu Themen der Sportwissenschaften, insbesondere Trainingslehre, Sportanatomie und -biologie.

## Publikationen (Auswahl)
- Optimales Training. Leistungsphysiologische Trainingslehre unter besonderer Berücksichtigung des Kinder- und Jugendtrainings. 16. durchgesehene Auflage. Spitta-Verlag, Balingen 2010, ISBN 978-3-938509-96-8.
- Sportbiologie. 10. überarbeitete und erweiterte Auflage. Spitta-Verlag, Balingen 2010, ISBN 978-3-938509-25-8.
- Sportanatomie. 18. überarbeitete und erweiterte Auflage. Spitta-Verlag, Balingen 2008, ISBN 978-3-938509-24-1.
- Optimales Fußballtraining. Das Konditionstraining des Fußballspielers. 4. überarbeitete Auflage. Spitta-Verlag, Balingen 2004, ISBN 3-934211-57-7.
- Optimales Basketballtraining. Das Konditionstraining des Basketballspielers. Spitta-Verlag, Balingen 1999, ISBN 978-3-932753-67-1.[4]
- Bewegung und Sport – wozu? Promotion-Service Zenk, Forchheim 2000, ISBN 3-00-006236-X.